# Elecciones estatales de Jalisco de 1992
Las elecciones estatales de Jalisco de 1992 se llevó a cabo el domingo 9 de febrero de 1992, y en ellas fueron los cargos de elección popular en el estado mexicano de Jalisco:
- 124 Ayuntamientos Compuestos por un Presidente Municipal y regidores, electo para un período de tres años no reelegibles para un período inmediato.
- Diputados al Congreso del Estado Electos por una mayoría de cada uno de Distritos Electorales y 48 de Representación Proporcional.

## Resultados Electorales

### Ayuntamientos

#### Ayuntamiento de Guadalajara
- Enrique Dau Flores  Hecho

#### Ayuntamiento de Zapopan
- Jorge Humberto Chavira  Hecho

#### Ayuntamiento de Tlaquepaque
- Eduardo Riverón Gámez  Hecho

#### Ayuntamiento de Tlajomulco
- Antonio Sánchez Ramírez  Hecho

#### Ayuntamiento de Ciudad Guzmán
- Alberto Cárdenas Jiménez  Hecho

#### Ayuntamiento de La Barca
- Eugenio García Ochoa  Hecho

#### Ayuntamiento de San Diego de Alejandría
- J. Jesús Hernández Rocha  Hecho

#### Ayuntamiento de San Juan de los Lagos
- Miguel Macías Rueda  Hecho

#### Ayuntamiento de Chapala
- José Raúl Robles Puga  Hecho

#### Ayuntamiento de Cihuatlán
- Arturo Salas Hernández  Hecho

#### Ayuntamiento de Atotonilco
- Carlos Padilla Villarruel  Hecho

#### Ayuntamiento de Puerto Vallarta
- Rodolfo González Macías  Hecho